# Anselmo Citterio
Anselmo Citterio (Desio, Província de Monza i Brianza, 19 de maig de 1927 - Desio, Província de Monza i Brianza, 2 d'octubre de 2006) va ser un ciclista italià que va córrer a mitjans del segle xx.
El 1948 va prendre part en els Jocs Olímpics de Londres, tot guanyant una medalla de plata en la prova de persecució per equips, fent equip amb Rino Pucci, Arnaldo Benfenati i Guido Bernardi.